# 21120 Naritaatsushi
21120 Naritaatsushi è un asteroide della fascia principale. Scoperto nel 1992, presenta un'orbita caratterizzata da un semiasse maggiore pari a 2,561137 UA e da un'eccentricità di 0,174606, inclinata di 13,334509° rispetto all'eclittica. Ha un diametro di 3,822 km.